# Platanthera clavellata
Platanthera clavellata är en orkidéart som först beskrevs av André Michaux, och fick sitt nu gällande namn av Carlyle August Luer. Platanthera clavellata ingår i släktet nattvioler, och familjen orkidéer. Inga underarter finns listade i Catalogue of Life.

## Bildgalleri

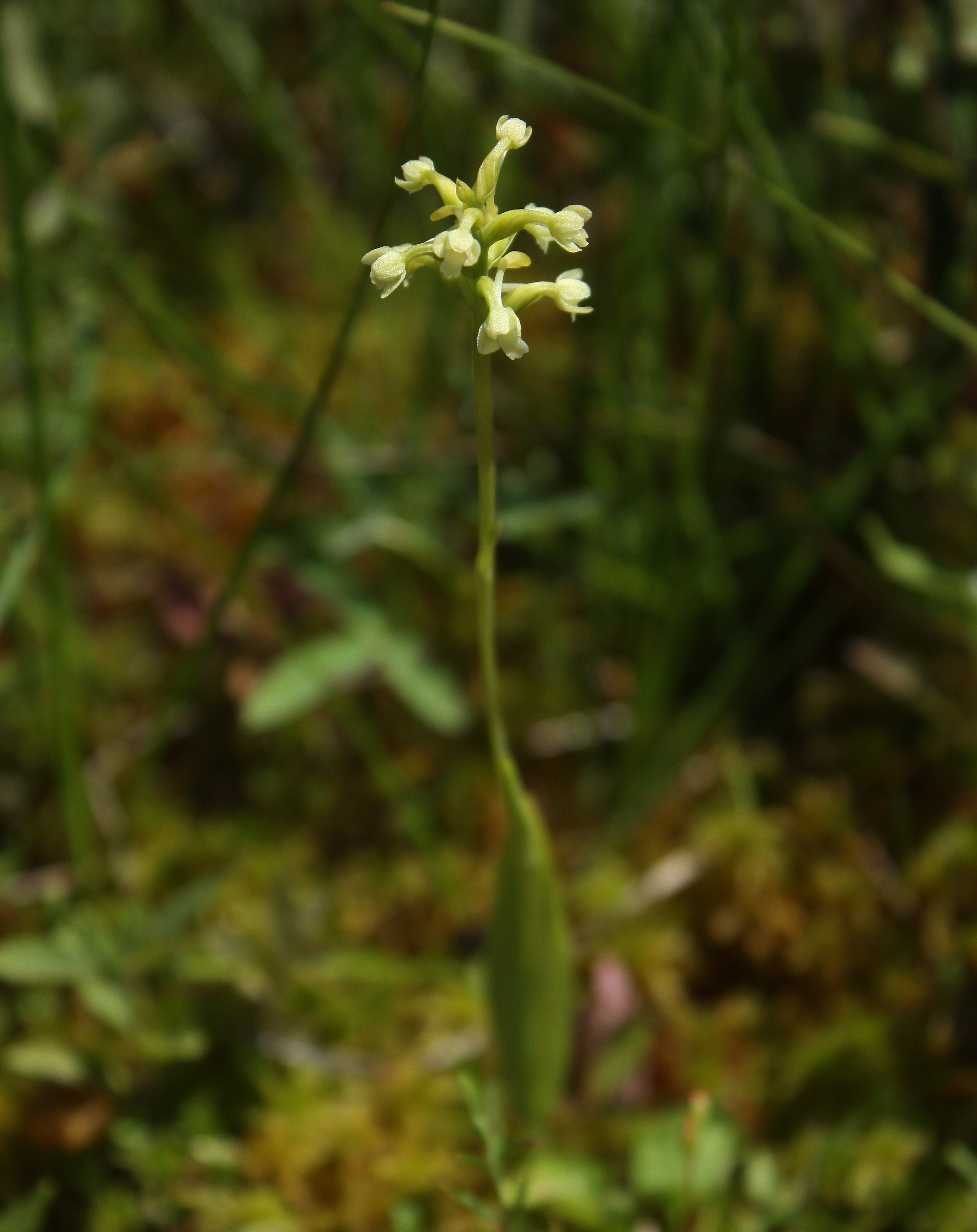